# Chiesa dei Santi Fabiano e Sebastiano (Levico Terme)
La chiesa dei Santi Fabiano e Sebastiano si trova a Selva, frazione di Levico Terme in Trentino. Fa parte della zona pastorale Valsugana - Primiero dell'arcidiocesi di Trento. La sua prima costruzione risale al XV secolo mentre la ricostruzione è successiva di circa due secoli. Ha ottenuto dignità parrocchiale dal 1963. Conserva decorazioni a graffito di Marco Bertoldi.

## Storia

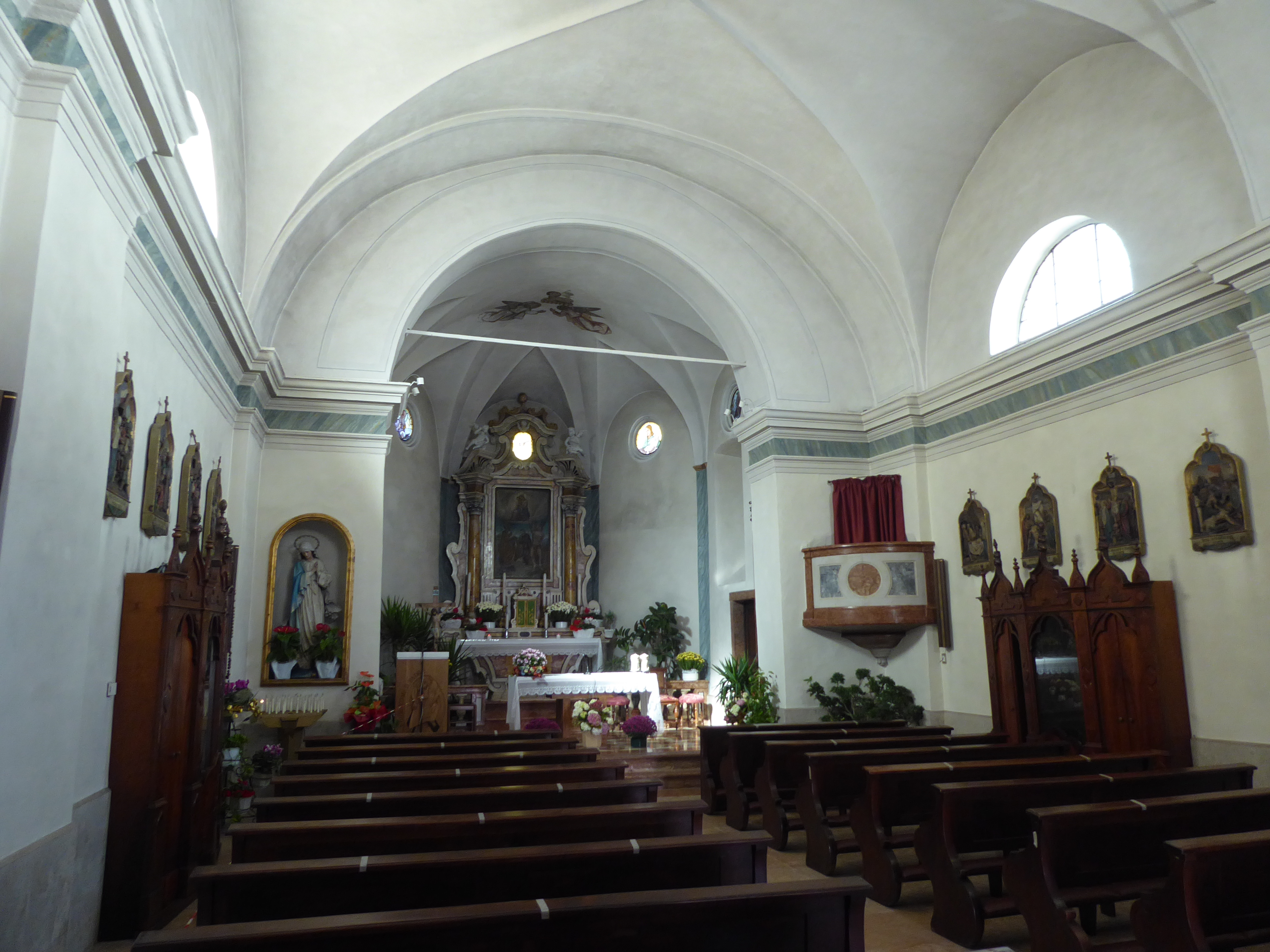
Interno

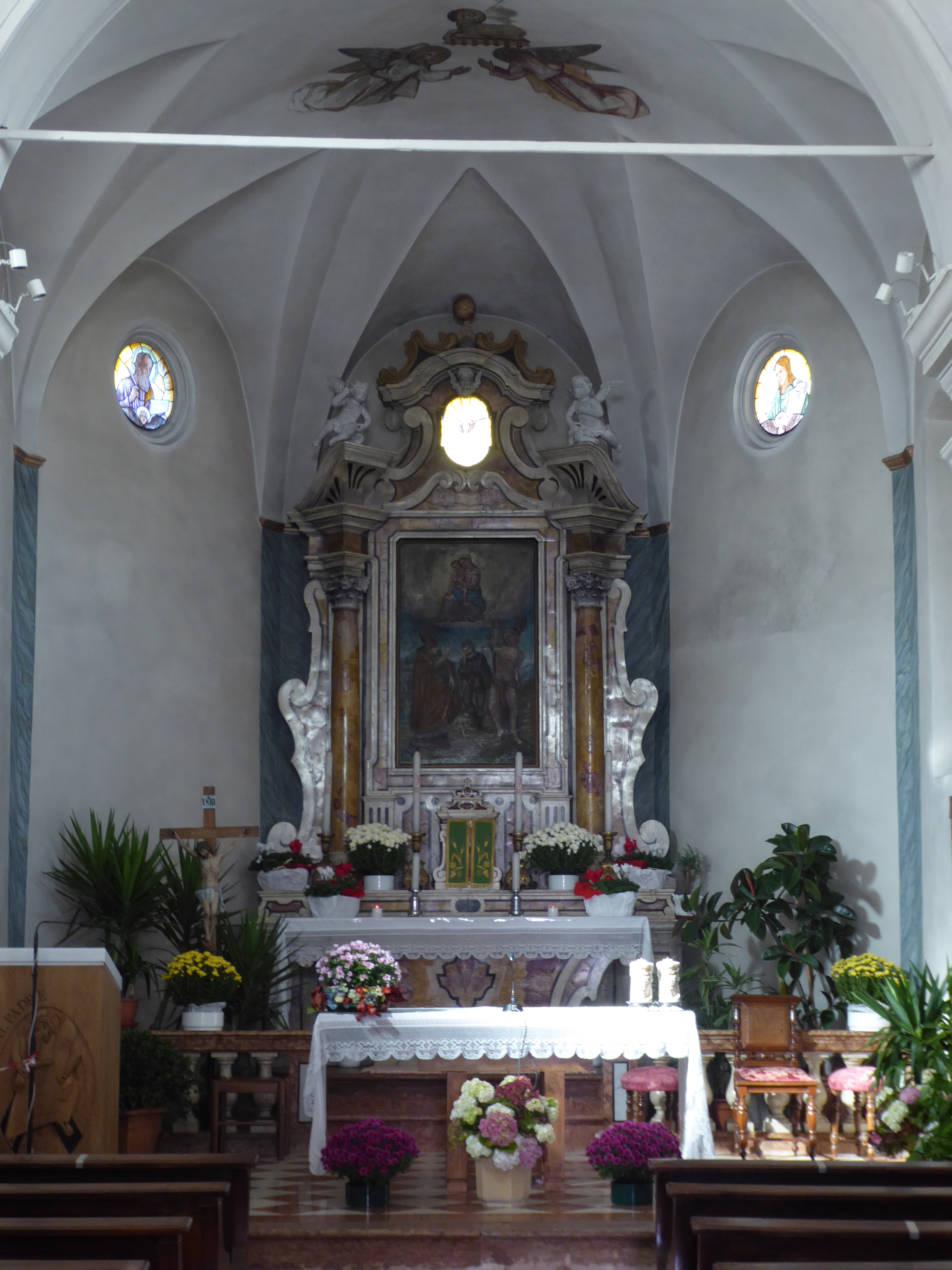
Presbiterio

La prima documentazione relativa alla chiesa di Selva di Levico è del 1506 ma sembra probabile che fosse già presente dal secolo precedente. 
Don Domenico Gianettini, che fu parroco a Levico e canonico a Trento nella cattedrale del capoluogo, e Michele Michelini di Selva lasciarono in eredità la somma necessaria per la sua ricostruzione. Il cantiere fu aperto nel 1687 dopo che la comunità aveva acquistato il terreno necessario, comprendendo in questo anche l'area necessaria per il camposanto. Durante una visita pastorale effettuata nel 1698 il vescovo di Feltre Antonio Polcenigo fece registrare che i lavori ancora non erano stati ultimati.
Chiuso il cantiere, attorno al 1771, la chiesa venne elevata a dignità di primissaria ed ebbe un sacerdote stabile e pochi anni dopo, nel 1786 si registrò il passaggio dell'intera area dalla giurisdizione ecclesiastica della diocesi di Feltre a quella di Trento. Nel 1789 divenne espositura della parrocchiale di Levico e intanto proseguirono i lavori edilizi sulla struttura. Nel 1795 fu edificata la nuova sagrestia.
All'inizio del XX secolo venne ampliata con la costruzione di una nicchia dove in precedenza stava la pala di un altare laterale e nel 1925 sulla torre campanaria vennero poste e benedette nuove campane, fuse dopo la requisizione delle originali requisite durante la prima guerra mondiale. Nel secondo dopoguerra il parapetto della cantoria venne arricchito di decorazioni e, nel 1963, venne elevata a dignità parrocchiale.
All'inizio degli anni settanta vennero realizzati importanti lavori di ristrutturazione architettonica. Le modifiche più importanti sul piano artistico furono la rimozione dell'altare storico laterale in legno dedicato alla Madonna, ma la sua statua fu conservata. Lavori realizzati alla fine del decennio successivo portarono ad una nuova copertura del tetto con legno e lastre di porfido e un ulteriore restauro conservativo su molte parti strutturali si è concluso nel 2013.

## Descrizione
La facciata della chiesa, che si trova nel centro di Selva, è semplice, a capanna, con timpano e  modanature orizzontali in stucco. Il portale è architravato e sopra di questo si trova un'ampia lunetta che porta luce alla sala. La torre campanaria è posta alla sinistra dell'edificio ed entrambe le parti sono rivestite ad intonaco. La cella campanaria è aperta con quattro monofore, sopra di questa ne è posta una seconda sovrastata dalla copertura a cipolla.
La navata interna è unica con volte a botte. 
Il pittore trentino Marco Bertoldi nel 1957 ha decorato a graffito il parapetto della cantoria in controfacciata e le pareti del presbiterio.